# Июльское (Воткинский район)
Июльское — село в Воткинском районе Удмуртской Республике, входит в Июльское сельское поселение.

## История

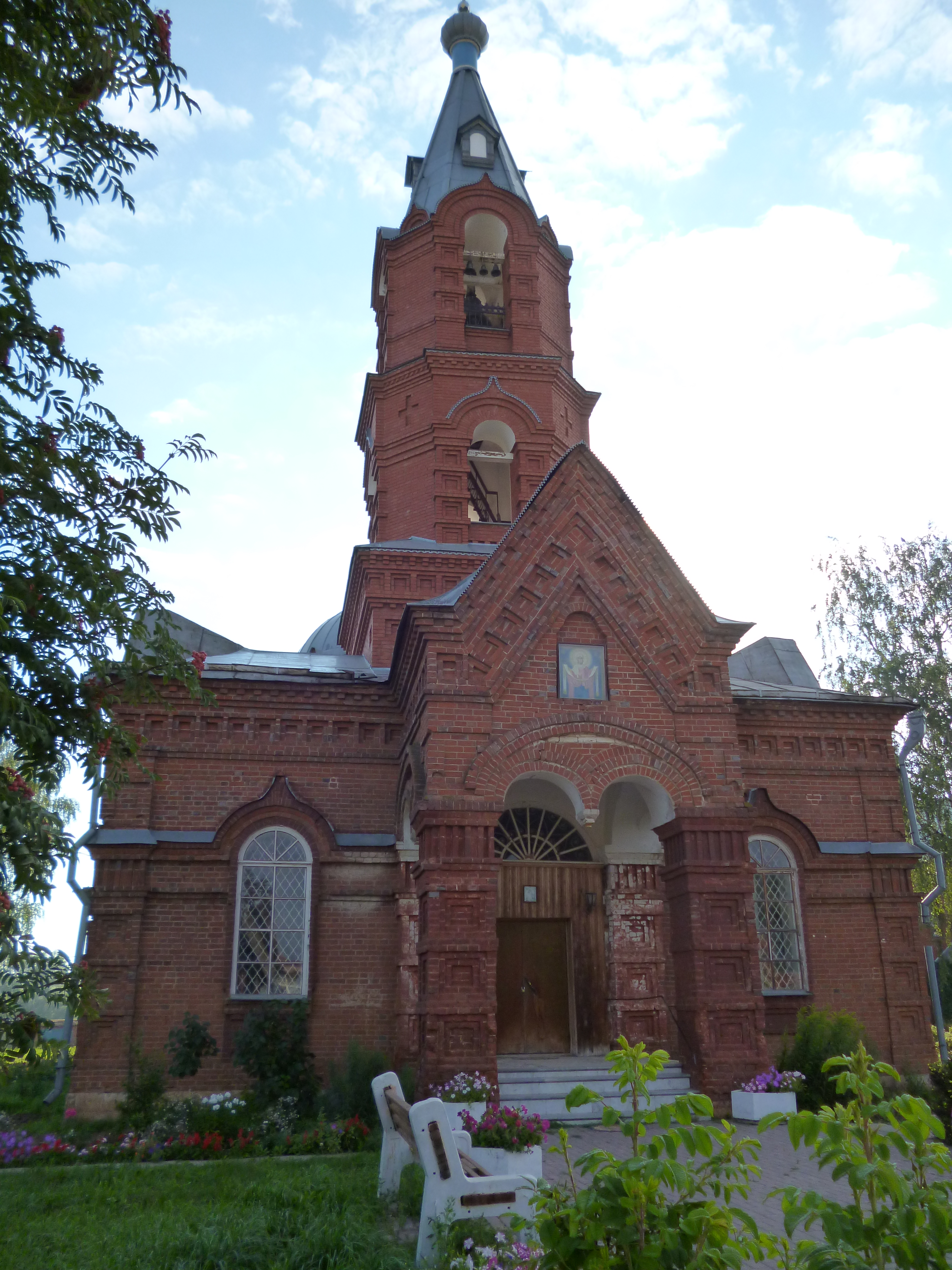
Храм.

Село Июльское образовалось в 1725 году, как почтовая станция Берёзово. Выгодное месторасположение села между двух казённых заводов, позднее развитых промышленных городов определило его дальнейшее развитие.
«Село Июльское (Берёзово) расположено при речке Июле и ключах — Берёзовке и Пичишур, в 55 верстах от уездного города. Населяют его русские, сельские обыватели, православные и старообрядцы (беспоповцы австрийского толка). Основано селение около 115 лет тому назад переселенцами из д. Кулюшева Гольянской волости и дер. Патраковой Перевозинской. Земля разделена по числу работников. В селе имеются до 15 штук веялок и две водяные мельницы».
По данным 1928 года в селе Июльское проживало 904 человека.

## Население
| 2010 | 2012  |
| ---- | ----- |
| 2267 | ↗2336 |

## Социально−экономическое развитие
Селообразующим предприятием является Федеральное Государственное унитарное предприятие учебно−опытное хозяйство «Июльское» Ижевской государственной сельскохозяйственной академии. На базе учхоза «Июльское» проводятся многочисленные семинары и конференции как республиканского, так и российского уровня.

## Социальная сфера
Действуют МОУ «Июльская средняя общеобразовательная школа», «Июльский детский сад», детско−юношеская спортивная школа, МЛПУ «Июльская участковая больница».
В ноябре 2006 года открылся Дворец культуры и спорта «Современник», в котором есть зрительный зал на 340 зрителей, библиотека, спортивный зал, дискозал и кружковые комнаты. В здании ДК «Современник» расположены администрация муниципального образования «Июльское» и структурное подразделение детской школы искусств.

## Транспорт
Село Июльское располагается между двумя транспортными магистралями республиканского значения — автодорогой Ижевск — Воткинск и Воткинской железнодорожной линией. Со столицей Удмуртии и районным центром существует регулярное автобусное и железнодорожное пригородное сообщение.
На южной окраине села расположен разъезд Июль Горьковской железной дороги — остановка поездов, следующих по маршруту Ижевск — Воткинск — Ижевск.

## Храм Покрова Пресвятой Богородицы
Легенда
«Хранит до сих пор тамошний люд легенду о храмовом месте. Проезжая монахиня посоветовала крестьянам строить церковь там, где в июле выпадет иней. Почесали мужики в раздумье головы, но решили подождать июля. И ведь выпал иней в самом разгаре лета. Было это полтора века назад».
Поначалу выстроили июльцы деревянную Покровскую церковь, а в 1904 году здесь началось строительство каменного храма. Возводился он на деньги елабужского купца И. Г. Стахеева.
Церковь построена в 1855 году на средства прихожан как Покровский храм села Июльское Сарапульского уезда 3-го Благочинного округа Вятской епархии.
- В 1866 году перестроена и удлинена.
- В 1881 году внутри отштукатурена.
- В 1901 году заложено современное каменное здание Покровской церкви.
- В 1908 году освящён новый каменный храм.
- В 1940 году храм закрыт.
- В 1991 году возобновлено богослужение.[6]